# لغة نوغاي
اللغة النُّوغَايِيَّة (ногай тили) (بالروسية: ногайский язык)، إحدى اللغات الرسمية في جمهورية داغستان ويتحدث بها شعبي النوغاي المسلمة القاطنة في منطقة شمال القوقاز.